# Gösta Bratt
Gösta Bratt, född den 14 augusti 1877 i Åmål, död den 19 augusti 1952 i Stockholm, var en svensk militär. Han var son till Claës Bratt.
Bratt blev underlöjtnant vid Värmlands regemente 1899 och löjtnant där 1901. Efter att ha genomgått Gymnastiska centralinstitutet 1900–1902 och Krigshögskolan 1905–1906 blev han kapten 1912 och major vid Norrbottens regemente 1922. Bratt tjänstgjorde vid generalstaben 1910–1913, var förste adjutant vid V. arméfördelningens stab 1913–1918, chef för underofficersskolan i Karlsborg 1919–1920, för reservofficerskursen vid Karlberg 1920–1922 och för Arméns underofficersskola 1926. Han befordrades till överstelöjtnant 1926 och till överste 1932. Bratt var chef för Hallands regemente 1932–1937 och militärområdesbefälhavare i Övre Norrland 1937–1941. Han blev riddare av Svärdsorden 1920 och av Nordstjärneorden 1930 samt kommendör av andra klassen av Svärdsorden 1935 och kommendör av första klassen 1938. Bratt är begravd på Norra kyrkogården i Åmål.